# Science Faxtion
Science Faxtion är ett amerikanskt experimental metal-band som bildades i Kalifornien år 2007, bestående av Bootsy Collins på sång, sångaren och gitarristen Greg Hampton, gitarristen Buckethead, trumslagaren Bryan "Brain" Mantia och  DJ Tobe "Tobotius" Donohue (också känd som DJ Botieus). Bandet har släppt albumet Living on Another Frequency i oktober år 2008.

## Medlemmar
- Bootsy Collins – basgitarr, sång, keyboard, gitarr
- Greg Hampton – sång, gitarr
- Buckethead – gitarr, basgitarr
- Bryan "Brain" Mantia – slagverk, programmering
- Tobe "Tobotius" Donohue – turntable, programmering

Bernie Worrell, en annan P-Funk-alumn, är med i albumet men inte som bandmedlem.

## Diskografi
Studioalbum
- Living on Another Frequency (2008)